# Jerzy Stępień
Jerzy Adam Stępień (ur. 7 września 1946 w Staszowie) – polski prawnik i polityk, sędzia, radca prawny, senator I i II kadencji (1989–1993), wiceminister spraw wewnętrznych i administracji (1997–1999), w latach 1999–2008 sędzia Trybunału Konstytucyjnego, w latach 2006–2008 prezes TK. W latach 2016–2017 prezes Instytutu Lecha Wałęsy.

## Życiorys
Syn Mariana oraz Reginy. W 1969 ukończył studia na Wydziale Prawa i Administracji Uniwersytetu Warszawskiego. W latach 1969–1971 odbył aplikację sądową. Od 1971 do 1973 był asesorem, od 1973 sędzią Sądu Powiatowego w Kielcach, a od 1975 Sądu Rejonowego. W latach 1979–1989 wykonywał zawód radcy prawnego.
W 1980 był współzałożycielem „Solidarności” w Regionie Świętokrzyskim, objął stanowisko wiceprzewodniczącego zarządu regionu. Współtworzył Posłanie do ludzi pracy Europy Wschodniej. W stanie wojennym został internowany na okres roku. Pod koniec internowania tymczasowo aresztowany za sporządzenie odezwy skierowanej do członków zdelegalizowanego związku, następnie skazany na karę 1 roku pozbawienia wolności z warunkowym zawieszeniem jej wykonania i na karę grzywny. Ponownie aresztowany w marcu 1984 w związku z dystrybucją wydawnictw drugiego obiegu, w lipcu tegoż roku postępowanie umorzono na mocy amnestii. Do końca lat 80. był aktywnym działaczem opozycji demokratycznej.
Uczestniczył w obradach Okrągłego Stołu w grupie roboczej do spraw samorządu terytorialnego. W latach 1989–1993 zasiadał w Senacie I i II kadencji z województwa kieleckiego. W 1989 uzyskał mandat z listy Komitetu Obywatelskiego, w 1991 jako bezpartyjny kandydat z ramienia Porozumienia Obywatelskiego Centrum. W trakcie II kadencji przystąpił do Klubu Parlamentarnego Konwencja Polska. Przewodniczył Komisji Samorządu Terytorialnego i Administracji Państwowej Senatu, zasiadał w Komisji Konstytucyjnej Senatu oraz Komisji Konstytucyjnej Zgromadzenia Narodowego. Pełnił także funkcję Generalnego Komisarza Wyborczego (od 1990 do 1993).
Wraz z Jerzym Regulskim, Walerianem Pańką, Andrzejem Celińskim i Aleksandrem Paszyńskim w 1989 należał do współzałożycieli Fundacji Rozwoju Demokracji Lokalnej. Został później przewodniczącym Rady Fundatorów FRDL.
W 1993 wstąpił do Partii Chrześcijańskich Demokratów. W latach 1997–1999 w rządzie Jerzego Buzka był podsekretarzem stanu w Ministerstwie Spraw Wewnętrznych i Administracji.
W czerwcu 1999 został wybrany przez Sejm na sędziego Trybunału Konstytucyjnego. 4 listopada 2006 prezydent RP powołał go na stanowisko prezesa TK, funkcję tę objął 6 listopada 2006 (był pierwszym prezesem tej instytucji bez tytułu naukowego profesora). 25 czerwca 2008 zakończył swoją kadencję sędziego i zarazem prezesa Trybunału Konstytucyjnego. Został później dyrektorem Instytutu Przestrzeni Obywatelskiej i Polityki Społecznej przy Uczelni Łazarskiego, a także wykładowcą i prorektorem tej uczelni.
We wrześniu 2016 zastąpił Mieczysława Wachowskiego na stanowisku prezesa Instytutu Lecha Wałęsy. Funkcję tę pełnił do października 2017, zrezygnował z niej po przeprowadzeniu audytu w ILW.
W 2017 został członkiem rady programowej Archiwum im. Wiktora Osiatyńskiego.
W 2020 nakładem Wydawnictwa Nieoczywiste ukazał się wywiad rzeka pt. Samorząd Wolności; który z Jerzym Stępniem przeprowadziła Renata Maciejczak.

## Odznaczenia i wyróżnienia
Odznaczony Krzyżem Komandorskim Orderu Odrodzenia Polski (2010), Krzyżem Komandorskim Orderu Wielkiego Księcia Giedymina (2008) i Złotym Krzyżem Zasługi (2006).
Wyróżniony Brązowym Medalem Gloria Artis, złotą odznaką Podkarpackiego Stowarzyszenia Samorządów Terytorialnych, Odznaką Honorową za Zasługi dla Samorządu Terytorialnego (2015), Medalem „Zasłużony dla Wymiaru Sprawiedliwości – Bene Merentibus Iustitiae” przyznawanym przez KRS, a także tytułami honorowego obywatela miast Włoszczowy (1999) i Brzozowa (2009).
W 2013 za działalność publiczną otrzymał Nagrodę „Newsweeka” im. Teresy Torańskiej.